# Экполо, Годсвилл
Элохор Годсвилл Экполо (англ. Elohor Godswill Ekpolo; род. 14 мая 1995, Бенин-Сити) — нигерийский футболист, защитник шведского «Хеккена».

## Клубная карьера
Является воспитанником академии испанской «Барселоны», в которой начал заниматься в десятилетнем возрасте, и прошёл путь от детских до юношеских команд. В её составе принимал участие в розыгрыше Юношеской лиги УЕФА. В сезоне 2013/14 каталонская команда добралась до финала. В решающем поединке со сверстниками из португальской «Бенфики» Экполо провёл на поле все 90 минут, получив в первом тайме жёлтую карточку. Испанцы одержали победу с разгромным счётом 3:0 и завоевали трофей. Также выступал за вторую команду клуба — Барселону B. За неё провёл 27 игр в Сегунде B.
В июле 2016 года, после ухода из «Барселоны», проходил просмотр в английском «Вулверхэмптоне», но игроком клуба не стал. В ноябре того же года после двух недель тренировок заключил контракт с представителем первой английской лиги — «Флитвуд Таун». В его составе первую игру провёл 7 ноября в матче первого раунда кубка Англии против «Саутпорта», появившись на поле в стартовом составе. Через пять дней дебютировал в матче первой лиги с «Порт Вейлом», отыграв первую половину встречи. В общей сложности за время пребывания в Англии принял участие в 15 играх во всех турнирах и забил один мяч.
28 января 2018 года покинул английский клуб и вернулся в Испанию, подписав контракт с «Меридой» до конца сезона. За полгода нигериец провёл 8 игр в Сегунде B.
В конце июня 2018 года перебрался в Швецию, подписав с местным «Хеккеном» контракт, рассчитанный до конца года с возможностью продления. 29 июля дебютировал в его составе в чемпионате Швеции в матче с «Эребру». 2 августа провёл первую игру в еврокубках, приняв участие в ответной встрече второго квалификационного раунда Лиги Европы с немецким «РБ Лейпцигом». Весной 2019 года «Хеккен» вместе с командой добрался до финала кубка Швеции. 30 мая в решающем матче с «Эскильстуной» Экполо вышел в стартовом составе и провёл на поле всю игру. «Хеккен» одержал победу с разгромным счётом 3:0 и завоевал титул. По итогам сезона 2020 года Годсвилл вместе с командой заняли третье место в турнирной таблице и завоевали бронзовые медали. Сам крайний защитник, проведший в чемпионате 29 игр из 30, был признан болельщиками лучшим игроком клуба. Весной 2021 года «Хеккен» вновь добрался до финала кубка, где уступил «Хаммарбю» в серии пенальти. Экполо провёл на поле всю встречу.

## Личная жизнь
Родился в Нигерии. В 2002 году переехал с семьей в Испанию, где поселился в Террагоне.

## Достижения
Барселона:
- Победитель Юношеской лиги УЕФА: 2013/14

Хеккен:
- Обладатель кубка Швеции: 2018/19
- Финалист кубка Швеции: 2020/21

## Клубная статистика
| Выступление      | Выступление      | Выступление      | Лига | Лига | Кубки | Кубки | Конт. кубки | Конт. кубки | Итого | Итого |
| Клуб             | Лига             | Сезон            | Игры | Голы | Игры  | Голы  | Игры        | Голы        | Игры  | Голы  |
| ---------------- | ---------------- | ---------------- | ---- | ---- | ----- | ----- | ----------- | ----------- | ----- | ----- |
| Барселона B      | Сегунда B        | 2015/16          | 27   | 0    | 0     | 0     | 0           | 0           | 27    | 0     |
| Барселона B      | Итого            | Итого            | 27   | 0    | 0     | 0     | 0           | 0           | 27    | 0     |
| Флитвуд Таун     | Лига 1           | 2016/17          | 6    | 0    | 1     | 0     | 0           | 0           | 7     | 0     |
| Флитвуд Таун     | Лига 1           | 2017/18          | 3    | 0    | 5     | 1     | 0           | 0           | 8     | 1     |
| Флитвуд Таун     | Итого            | Итого            | 9    | 0    | 6     | 1     | 0           | 0           | 15    | 1     |
| Мерида           | Сегунда B        | 2017/18          | 8    | 0    | 0     | 0     | 0           | 0           | 8     | 0     |
| Мерида           | Итого            | Итого            | 8    | 0    | 0     | 0     | 0           | 0           | 8     | 0     |
| Хеккен           | Алльсвенскан     | 2018             | 16   | 0    | 1     | 0     | 1           | 0           | 18    | 0     |
| Хеккен           | Алльсвенскан     | 2019             | 26   | 1    | 7     | 0     | 2           | 0           | 35    | 1     |
| Хеккен           | Алльсвенскан     | 2020             | 29   | 0    | 3     | 1     | 0           | 0           | 32    | 1     |
| Хеккен           | Алльсвенскан     | 2021             | 26   | 3    | 3     | 1     | 2           | 0           | 31    | 4     |
| Хеккен           | Итого            | Итого            | 97   | 4    | 14    | 2     | 5           | 0           | 116   | 6     |
| Всего за карьеру | Всего за карьеру | Всего за карьеру | 141  | 4    | 20    | 3     | 5           | 0           | 166   | 7     |